# 囊明蚕
囊明蚕（学名：Vanadis fuspunctata）为眼蚕科明蚕属的动物。分布于印度洋、南北大西洋、太平洋，包括东海黑潮区、南海等海域，属于热带和亚热带海区暖水种。